# Heure du Pacifique
- Heure du Pacifique.

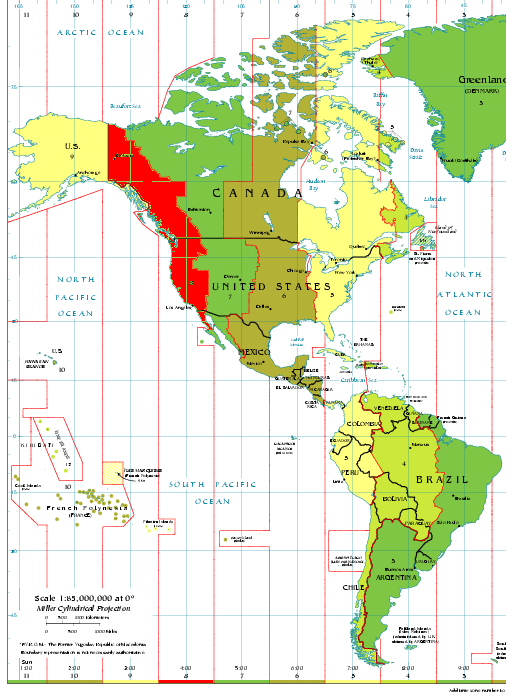
Heure du Pacifique.

L’heure du Pacifique est le fuseau horaire du Pacifique, correspondant à UTC−8 en hiver et à UTC−7 en été (dans l’hémisphère Nord).
La France métropolitaine est à UTC+1 en hiver et UTC+2 en été (soit 9 heures de décalage horaire la quasi-totalité de l'année, ou 8h lorsque le changement d'heure hiver-été des pays concernés ne tombe pas le même jour que celui de la France).
Aux États-Unis et au Canada, l’heure du Pacifique (HNP) est appelée en anglais Pacific Time Zone (PTZ) ; plus précisément Pacific Standard Time (PST) lors de l’heure d'hiver et Pacific Daylight Time (PDT) en heure d'été.
Au Mexique, elle est appelée en espagnol Tiempo del Pacífico ou Zona Noroeste.
L’heure d'hiver (UTC−8) dans cette zone est basée sur le temps solaire moyen du 120e méridien ouest de l’Observatoire de Greenwich. Au cours de l’heure d'été, son décalage horaire est UTC-7 et est donc basée sur le temps solaire moyen du 105e méridien ouest de l’Observatoire de Greenwich.

## Zones concernées

### Canada
Au Canada, l’heure du Pacifique est utilisée dans :
- la majeure partie de la Colombie-Britannique (excepté une zone autour de Fort St. John, Dawson Creek, Golden et Creston)
- le Yukon
- la ville minière de Tungsten, dans les Territoires du Nord-Ouest

### États-Unis
Aux États-Unis, l’heure du Pacifique est utilisée dans :
- la Californie
- l’État de Washington
- l’Oregon, sauf le comté de Malheur
- le Nevada, sauf la ville de West Wendover. Les villes de Jackpot, Jarbidge (en), Mountain City et Owyhee, qui utilisent officiellement l’heure du Pacifique, utilisent en pratique l’heure des Rocheuses à cause de la proximité et des connexions importantes avec les villes de l’Idaho voisin.
- le nord de l’Idaho (la partie de l’État située au nord de la rivière Salmon)

### Mexique
Au Mexique, l’heure du Pacifique est utilisée dans :
- la Basse-Californie

## Différence avecUTC−8
L’île de Clipperton (France), les îles Pitcairn (Royaume-Uni) et l’île Clarión (Mexique), situées dans le fuseau horaire UTC−8, n’observent pas de changement d’heure et ne sont donc pas à l’heure du Pacifique.

## Changement d’heure
Pour l’heure du Pacifique, l’heure d'hiver correspond à UTC−8 et l’heure d'été à UTC−7 (l’heure des Rocheuses).
Aux États-Unis, l’heure locale change de 2 h 0 du matin en hiver à 3 h 0 du matin en été (ou 02:00 PST = 03:00 PDT) le deuxième dimanche de mars. Le retour à l’heure d’hiver s’effectue à 2 h 0 du matin en été pour 1 h 0 du matin en hiver (soit 02:00 PDT = 01:00 PST) le premier dimanche de novembre. Ce changement d’heure a été décidé par l’Energy Policy Act de 2005, effectif depuis 2007.
Au Canada, les mêmes dates que les États-Unis sont utilisées pour le changement de l’heure du Pacifique.
Au Mexique, le passage à l’heure d’été s’effectue le premier dimanche d’avril et le retour à l’heure d’hiver le dernier dimanche d’octobre.